# Mohamed Abdennour
Mohamed Abdennour (nascido como Ptit Moh) é um compositor, arranjista e instrumentista argelino, activo na França e interprete de uma fusão de diferentes formas musicais misturadas com chaabi. Tem sido chamado um virtuoso no mandol argelino ou mondol, "um dos mais dotados neste instrumento muito presente na música Chaabi". Na França tem trabalhado com outros artistas, entre eles, proporcionando a música de fundo ou participando nas suas bandas, bem como com a organização da música para o cinema e o teatro. As bandas que tem tocado têm feito uma grande mistura de música, incluindo rap, ragga, reggae, jazz e raï. Além de mostrar o que o mondol pode fazer, ele também tem mostrado a capacidade de outros instrumentos de corda utilizados no Norte de África, incluindo o banjo, oud, mandolina, sintir, a guitarra e o laúd.

## Discografia
Mohamed Abdennour aparece numa variedade de álbuns como parte do fundo musical ou como parte da banda.
- 1999: Sahara (Alabína)[5]
- 1999: Identités, (Idir)[5][6]
- 1999: Bab El Oued Kingston, (Gnawa Diffusion)[7]
- 2002: Uni-Vers-Elles, (Djur Djura)[5][8]
- 2002:	Guerouabi el Hachemi (Guerouabi El Hachemi)[9][5]
- 2002: DZ Live, (Gnawa Diffusion)[5][10]
- 2003: Souk System, (Gnawa Diffusion) OCLC 871875939 [11]
- 2006: Fucking Cowboys, (Gnawa Diffusion)[12]
- 2006: Desert Rebel, (Desert Rebel)[13]
- 2007: Ishumars Les Rockers Oubliés Du Désert, (Desert Rebel)[14]
- 2009: Marchez noir, (Amazigh Kateb)[15]
- 2011:	Des Racines Et Des Chants (Nassima)[5]
- 2015: Dark En Ciel, (Sarah Riani)[16]